# Puebla de Don Rodrigo
Puebla de Don Rodrigo – gmina w Hiszpanii, w prowincji Ciudad Real, w Kastylii-La Mancha, o powierzchni 424,87 km². W 2011 roku gmina liczyła 1237 mieszkańców.